# 黄道十二星座
黄道十二星座（こうどうじゅうにせいざ、12 ecliptical constellations）は、黄道が経過している13星座のうち、へびつかい座を除いた12の星座のこと。
なお、現在では専ら西洋占星術・星座占いにおいてのみ用いられる「黄道十二宮」は、星座そのものではなく等分した黄道上の領域のことをいう。

## 一覧
- おひつじ座（牡羊座、Aries）
- おうし座（牡牛座、Taurus）
- ふたご座（双子座、Gemini）
- かに座（蟹座、Cancer）
- しし座（獅子座、Leo）
- おとめ座（乙女座、Virgo）
- てんびん座（天秤座、Libra）
- さそり座（蠍座、Scorpius）
- いて座（射手座、Sagittarius）
- やぎ座（山羊座、Capricornus）
- みずがめ座（水瓶座、Aquarius）
- うお座（魚座、Pisces）

## 歴史
これらの12星座は、メソポタミア起源で、てんびん座を除けばすべてシュメール時代までさかのぼることができる。その後、惑星（太陽や月も含む）の通り道にあたるこの場所は重要視され、天体観測もこの黄道十二星座がある黄道帯を中心に行われるようになった。シュメール→バビロニア→アッシリア→ペルシア→ギリシアと伝来するたびに、いろいろな変化を経てきたものの、遅くともバビロニア時代には現在の12サインに該当する12星座（現在の12星座と同じではないが）が成立していた。
黄道十二星座は、メソポタミアで星占を取り仕切っていた神官によって設定されたといわれる。